# هری مک‌نوتون
هری مک‌نوتون (انگلیسی: Harry McNaughton؛ زادهٔ ۶ آوریل ۱۸۹۴) بازیکن فوتبال، و سرمربی (فوتبال) اهل پادشاهی متحد بریتانیای کبیر و ایرلند است.
از باشگاه‌هایی که در آن بازی کرده‌است می‌توان به باشگاه فوتبال لیورپول اشاره کرد.